# Műugrás a 2012. évi nyári olimpiai játékokon (kvalifikáció)

## Kvalifikáló versenyek
| Esemény                                              | Dátum                   | Helyszín                   |
| ---------------------------------------------------- | ----------------------- | -------------------------- |
| 2011-es mű- és toronyugró-Európa-bajnokság           | 2011. március 8–13.     | Torino, Olaszország        |
| 2011-es úszó-világbajnokság                          | 2011. július 16–31.     | Sanghaj, Kína              |
| 2011-es ázsiai olimpiai kvalifikációs műugró verseny | 2011. augusztus 19–21.  | Új-Zéland                  |
| 2011-es ázsiai műugró kupa                           | 2011. szeptember 25–27. | Malajzia                   |
| 2011-es pánamerikai játékok                          | 2011. október 14–30.    | Guadalajara, Mexikó        |
| 2012-es londoni világkupa                            | 2011. február 20–26.    | London, Egyesült Királyság |

## Kvalifikált országok

### Férfi 3 méteres műugrás
10 nemzet 13 versenyzője kvalifikálta magát.
| - Egyesült Államok (USA) (1) - Franciaország (FRA) (1) - Kína (CHN) (2) - Malajzia (MAS) (1) - Mexikó (MEX) (2) | - Nagy-Britannia (GBR) (1) - Németország (GER) (1) - Oroszország (RUS) (2) - Spanyolország (ESP) (1) - Ukrajna (UKR) (1) |

### Férfi 10 méteres toronyugrás
8 nemzet 12 versenyzője kvalifikálta magát.
| - Egyesült Államok (USA) (2) - Kanada (CAN) (1) - Kína (CHN) (2) - Mexikó (MEX) (1) - Nagy-Britannia (GBR) (2) | - Németország (GER) (1) - Oroszország (RUS) (1) - Ukrajna (UKR) (2) |

### Férfi 3 méteres szinkronugrás
4 nemzet 8 versenyzője kvalifikálta magát.
- Kína (CHN) (1)
- Mexikó (MEX) (1)
- Nagy-Britannia (GBR) (1)
- Oroszország (RUS) (1)

### Férfi 10 méteres szinkronugrás
4 nemzet 8 versenyzője kvalifikálta magát.
- Kína (CHN) (1)
- Nagy-Britannia (GBR) (1)
- Németország (GER) (1)
- Ukrajna (UKR) (1)

### Női 3 méteres műugrás
10 nemzet 13 versenyzője kvalifikálta magát.
| - Ausztrália (AUS) (1) - Egyesült Államok (USA) (2) - Kanada (CAN) (2) - Kína (CHN) (2) - Mexikó (MEX) (1) | - Németország (GER) (1) - Olaszország (ITA) (1) - Oroszország (RUS) (1) - Svédország (SWE) (1) - Ukrajna (UKR) (1) |

### Női 10 méteres toronyugrás
11 nemzet 13 versenyzője kvalifikálta magát.
| - Ausztrália (AUS) (1) - Egyesült Államok (USA) (1) - Kanada (CAN) (2) - Kína (CHN) (2) - Malajzia (MAS) (1) - Mexikó (MEX) (1) | - Nagy-Britannia (GBR) (1) - Németország (GER) (1) - Olaszország (ITA) (1) - Oroszország (RUS) (1) - Ukrajna (UKR) (1) |

### Női 3 méteres szinkronugrás
4 nemzet 8 versenyzője kvalifikálta magát.
- Ausztrália (AUS) (1)
- Kanada (CAN) (1)
- Kína (CHN) (1)
- Nagy-Britannia (GBR) (1)

### Női 10 méteres szinkronugrás
4 nemzet 8 versenyzője kvalifikálta magát.
- Ausztrália (AUS) (1)
- Kína (CHN) (1)
- Németország (GER) (1)
- Nagy-Britannia (GBR) (1)

## Résztvevők nemzetek szerint
| Nemzetek         | Férfi | Férfi | Férfi  | Férfi   | Női | Női  | Női    | Női     | Összes |
| Nemzetek         | 3 m   | 10 m  | 3 m sz | 10 m sz | 3 m | 10 m | 3 m sz | 10 m sz | Összes |
| ---------------- | ----- | ----- | ------ | ------- | --- | ---- | ------ | ------- | ------ |
| Ausztrália       | –     | –     | –      | –       | 1   | 1    | 1      | 1       | 4      |
| Egyesült Államok | 1     | 2     | –      | –       | 2   | 1    | –      | –       | 6      |
| Franciaország    | 1     | –     | –      | –       | –   | –    | –      | –       | 1      |
| Kanada           | –     | 1     | –      | –       | 2   | 2    | 1      | –       | 6      |
| Kína             | 2     | 2     | 1      | 1       | 2   | 2    | 1      | 1       | 12     |
| Malajzia         | 1     | –     | –      | –       | –   | 1    | –      | –       | 2      |
| Mexikó           | 2     | 1     | 1      | –       | 1   | 1    | –      | –       | 6      |
| Nagy-Britannia   | 1     | 2     | 1      | 1       | –   | 1    | 1      | 1       | 8      |
| Németország      | 1     | 1     | –      | 1       | 1   | 1    | –      | 1       | 6      |
| Olaszország      | –     | –     | –      | –       | 1   | 1    | –      | –       | 2      |
| Oroszország      | 2     | 1     | 1      | –       | 1   | 1    | –      | –       | 6      |
| Spanyolország    | 1     | –     | –      | –       | –   | –    | –      | –       | 1      |
| Svédország       | –     | –     | –      | –       | 1   | –    | –      | –       | 1      |
| Ukrajna          | 1     | 2     | –      | 1       | 1   | 1    | –      | –       | 6      |
| Összes nemzet 14 | –     | –     | –      | –       | –   | –    | –      | –       | –      |